# 再見菲律賓
《再見菲律賓》（Adieu Philippine）是法國導演賈克·侯吉耶於1962年的電影作品，在第15屆坎城影展國際影評人週單元中放映，被認為是法國新浪潮的代表電影之一。

## 劇情
米歇爾(Jean-Claude Aimini飾)是一個四處遊蕩的年輕人，他即將被徵召入伍參與阿爾及利亞戰爭，平常就在電視台擔任攝影助理，做些移動攝影機電纜的單調工作；一天，他在電視台門口認識了茱麗葉(Stefania Sabatini飾)與莉莉安(Yveline Céry飾)兩個年輕女孩，三人逐漸發展成曖昧關係。在一個失敗的廣告拍攝後，老闆未付薪水就避不見面，米歇爾與兩個女孩三人到了科西嘉島，既是度假，也是逃避即將而來的徵召令。

## 外部連結
- 互联网电影数据库（IMDb）上《再見菲律賓》的资料（英文）